# Pseudeuphausia sinica
Pseudeuphausia sinica is een krillsoort uit de familie van de Euphausiidae. De wetenschappelijke naam van de soort is voor het eerst geldig gepubliceerd in 1963 door Wang & Chen.